# Низовий Віктор Олексійович
Віктор Олексійович Низовий (рос. Виктор Алексеевич Низовой; 23 вересня 1974, Москва, СРСР) — російський актор театру і кіно, Заслужений артист Росії (2005). Зріст 185 см, вага 90 кг.

## Біографія
Віктор Низовий народився 23 вересня 1974 року в місті Москва.
Батько — військовий хірург, пройшов війну в Афганістані, дослужився до звання полковника, викладав у Військово-медичній академії.
Мати — сурдопедагог і логопед, працювала у дитячому садку для туговухих дітей.
У Віктора є старша сестра Марія, яка працює вчителькою. У сестри народилась донька Надійка.
У дитячі роки захоплювався ганболом, футболом, оперою.
Батько бажав, аби син пішов його шляхом і працював лікарем, але Віктор вирішив вступити до Вищого театрального училища імені Щепкіна на акторський факультет до О. Соломіної й Юрія Соломіна. Закінчив виш у 1995 році.
Після закінчення навчання молодий актор потрапляє до Малого театру, де проявив незаурядний талант і став одним з провідних виконавців.
З 2011 року викладає акторське мистецтво у Вищому театральному училищі імені М. С. Щєпкіна.

## Фільмографія
| Рік       |   | Українська назва                            | Оригінальна назва                                | Роль                                                       |
| --------- | - | ------------------------------------------- | ------------------------------------------------ | ---------------------------------------------------------- |
| 1998      | ф | Цар Іван Грозний (телевистава)              | Царь Иоанн Грозный (телеспектакль)               |                                                            |
| 1999—1999 | с | Д. Д. Д. Досьє детектива Дубровського       | Д. Д. Д. Досье детектива Дубровского             |                                                            |
| 1999—2003 | с | Прості істини                               | Простые истины                                   | Сергій Едуардович Авдєєв, вчитель фізкультури              |
| 2002      | ф | Таємниці мадридського двору (телевистава)   | Тайны мадридского двора (телеспектакль)          | Бабьєка, камердинер Карла                                  |
| 2002—2002 | с | Юріки                                       | Юрики                                            | Ведмідь                                                    |
| 2002      | ф | Горе від розуму (телевистава)               | Горе от ума (телеспектакль)                      | Скалозуб                                                   |
| 2003—2003 | с | Повернення Мухтара 1                        | Возвращение Мухтара 1                            | Анатолій Іванович Щєпкін                                   |
| 2003—2003 | с | Люди і тіні 2. Оптичний обман               | Люди и тени 2. Оптический обман                  | Іванище                                                    |
| 2004—2004 | с | По той бік вовків 2                         | По ту сторону волков 2                           | Олексій Скворцов (Скворець), лейтенант запасу, друг Высіка |
| 2004—2004 | с | Тільки ти, або Багата Ліза                  | Только ты, или Богатая Лиза                      | Віктор Водорєзов                                           |
| 2005—2005 | с | Не забувай                                  | Не забывай                                       | Крапива                                                    |
| 2005—2005 | с | Повернення Мухтара 2                        | Возвращение Мухтара 2                            | Анатолій Іванович Щєпкін                                   |
| 2005      | ф | Правда — добре, а щастя краще (телевистава) | Правда — хорошо, а счастье лучше (телеспектакль) | Амос Панфілич Барабошев, купець                            |
| 2005      | ф | Останній уїк-енд                            | Последний уик-энд                                | дубляж                                                     |
| 2006—2006 | с | Капітанові діти                             | Капитанские дети                                 | Борис                                                      |
| 2006      | ф | Прорив                                      | Прорыв                                           | Черемшанов, сержант                                        |
| 2006—2006 | с | Повернення Мухтара 3                        | Возвращение Мухтара 3                            | Анатолій Іванович Щєпкін                                   |
| 2006      | ф | Уявний хворий (телевистава)                 | Мнимый больной (телеспектакль)                   | Томас Діафуарус, син лікаря                                |
| 2007—2007 | с | Повернення Мухтара 4                        | Возвращение Мухтара 4                            | Анатолій Іванович Щєпкін                                   |
| 2006      | ф | Скажені гроші (телевистава)                 | Бешеные деньги (телеспектакль)                   | Савва Васильків                                            |
| 2008—2008 | с | Знахар                                      | Знахарь                                          | Борис, співробітник ФСБ                                    |
| 2008      | ф | Зусилля любові (телевистава)                | Усилия любви (телеспектакль)                     | Башка, шут Бірона                                          |
| 2009—2009 | с | Ісаєв                                       | Исаев                                            | Уткін, парламентер від Блюхера                             |
| 2009      | ф | Цар Іван Грозний (телевистава)              | Царь Иоанн Грозный (телеспектакль)               | Битяговський                                               |
| 2010—2010 | с | Гаражі                                      | Гаражи                                           | Гера Хохлов, капітан ДАЇ                                   |
| 2011—2011 | с | Вийти заміж за генерала                     | Выйти замуж за генерала                          | Сергій, брат Наді                                          |
| 2012—2012 | с | Життя і доля                                | Жизнь и судьба                                   |                                                            |
| 2012      | ф | Закохані (телевистава)                      | Влюблённые (телеспектакль)                       | Фабріціо, житель міста                                     |
| 2012—2012 | с | Завжди говори «завжди» 9                    | Всегда говори «Всегда» 9                         | Альберт Федорович, вчитель фізкультури                     |
| 2012—2012 | с | Лорд. Пес-поліцейський                      | Лорд. Пёс-полицейский                            | Петро Зайцев                                               |
| 2013—2013 | с | Шлюб за заповітом 3. Танці на вугіллі       | Брак по завещанию 3. Танцы на углях              | Худих, бізнесмен                                           |
| 2013      | ф | Ревізор (телевистава)                       | Ревизор (телеспектакль)                          | Осип, слуга Хлестакова                                     |
| 2014—2015 | с | Господа-товариші                            | Господа-товарищи                                 | Колодяжний, співробітник МУРа                              |
| 2014      | ф | Ч/Б                                         | Ч/Б                                              | Мишко                                                      |
| 2015—2015 | с | Курортний роман                             | Курортный роман                                  | Микола                                                     |
| 2015      | ф | Свято неслухняності                         | Праздник непослушания                            |                                                            |
| 2015      | ф | День виборів 2                              | День выборов 2                                   | Ляшенко, голова МНС області                                |

Знявся більше ніж у 30 стрічках.

## Сімейне життя
Одружений двічі.
Перша дружина Катерина була надзвичайно схожа на матір Віктора.
З другою дружиною, актрисою Ольгою Жевакіною Віктор живе дотепер.

## Нагороди
- Заслужений артист Росії (2005)[1].